# Glückauf-Brauerei (Gersdorf)

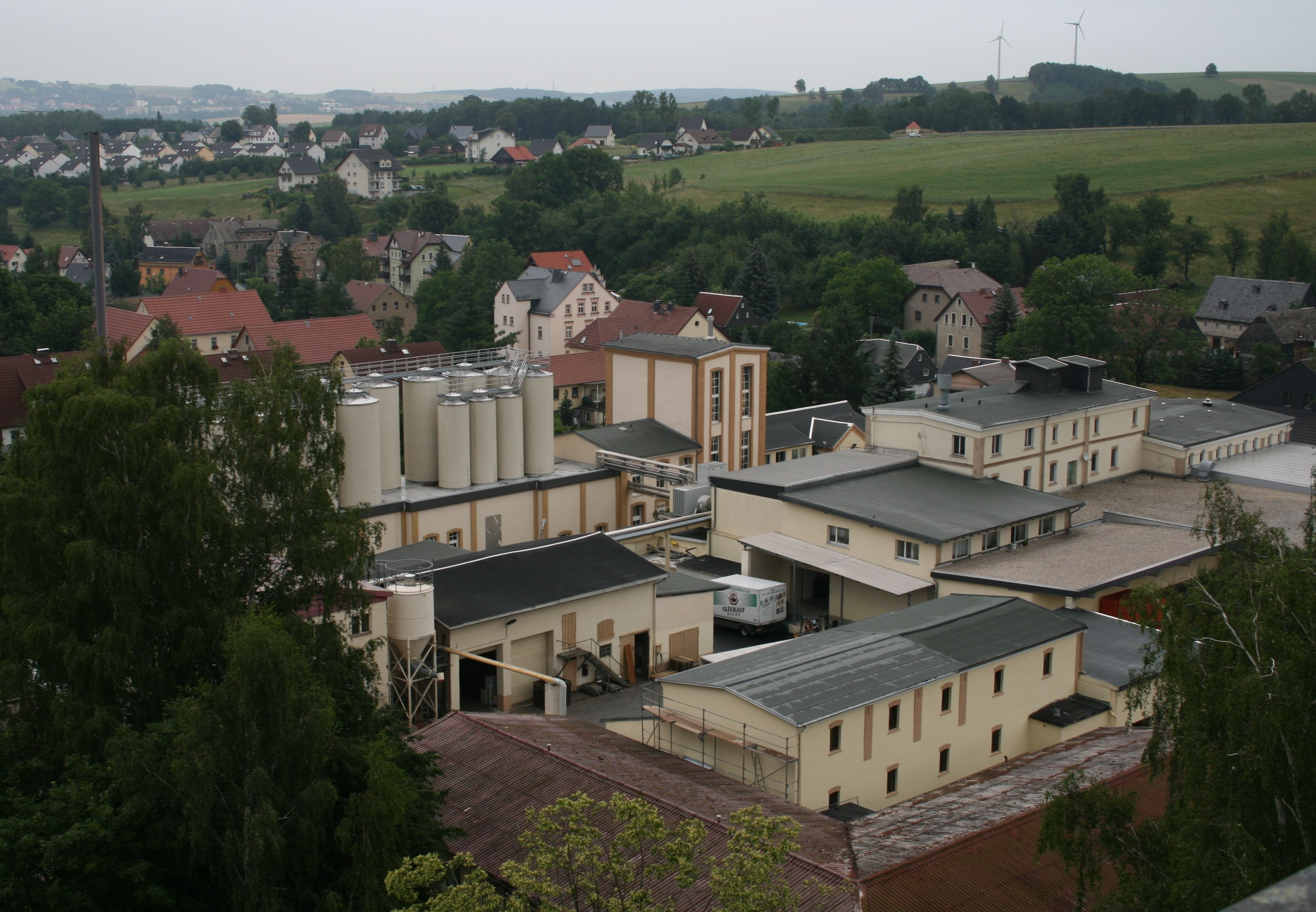
Glückauf Brauerei 2007

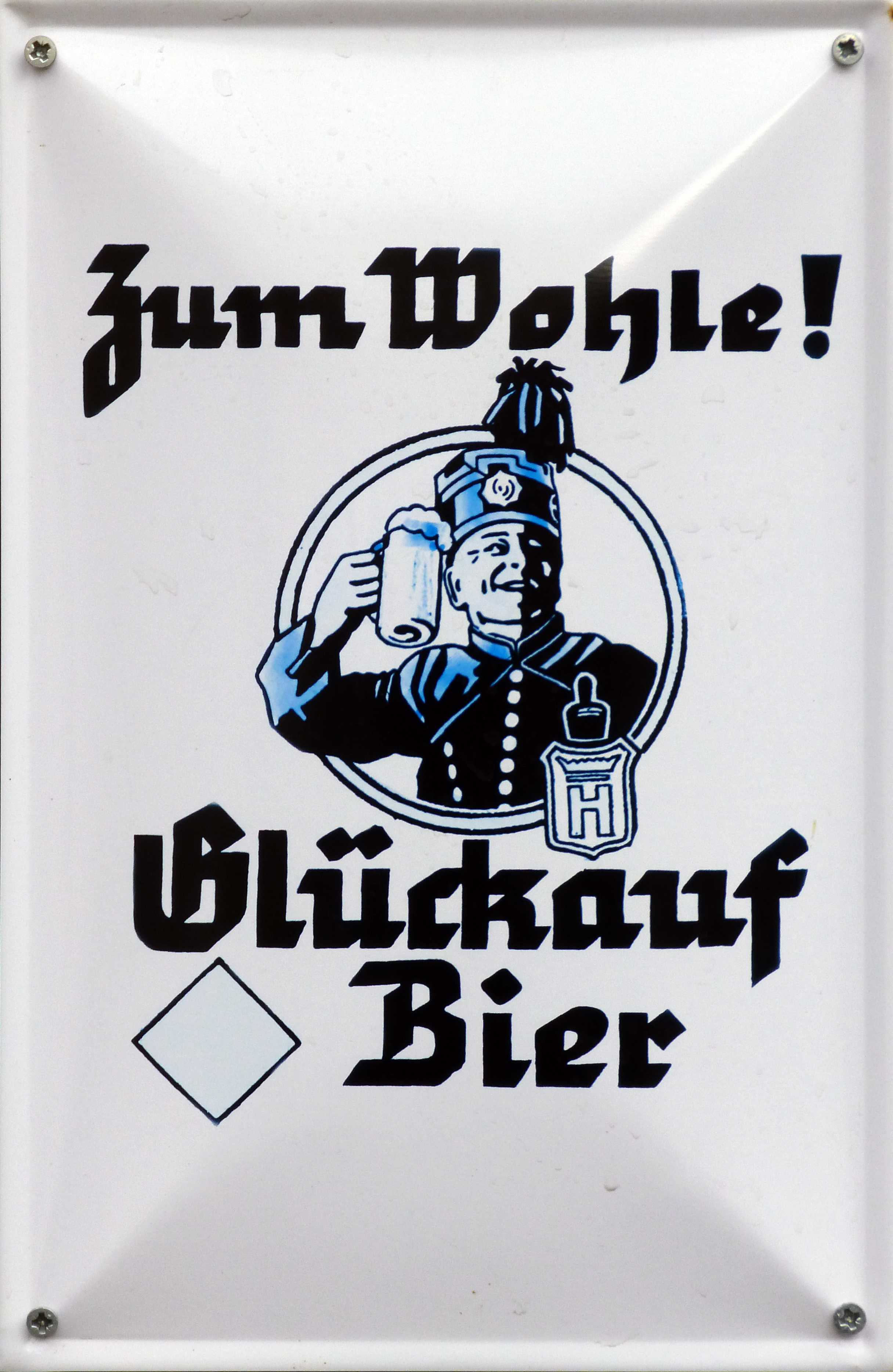
Email-Schild um 1930.

Die Glückauf-Brauerei GmbH ist eine Bierbrauerei in Gersdorf. Derzeit werden mit 40 Mitarbeitern ca. 50.000 Hektoliter Bier pro Jahr gebraut.

## Geschichte

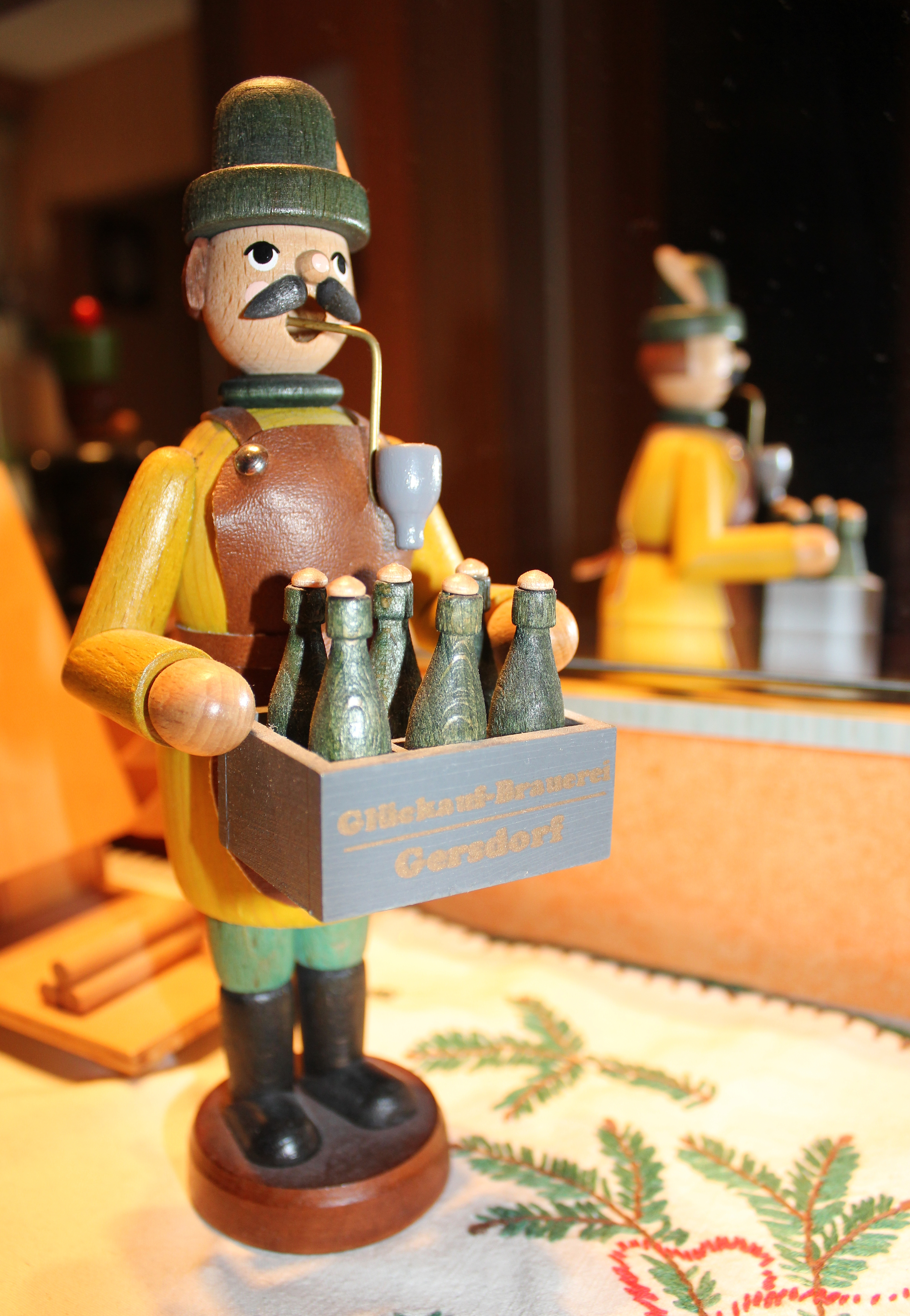
Räuchermann mit Bierkiste und der Aufschrift „Glückauf-Brauerei Gersdorf“

1880 wurde die Brauerei von Richard Hübsch, dem Sohn eines Gasthofbesitzers, gegründet. Mit zunächst 6 Mitarbeitern wurden in einer ehemaligen Strumpffabrik pro Jahr 3000 Hektoliter Bier gebraut. Ab den 1890er Jahren bis zum Ersten Weltkrieg wurde die Brauerei umfassend vergrößert und modernisiert, unter anderem wurden ein Sud-, ein Kessel- und Dampfmaschinenhaus sowie ein Lager- und Gärkeller erbaut und die Mälzerei vergrößert. Damit stieg die Jahresproduktion auf 8000 Hektoliter.
Mit der Eröffnung der Straßenbahn Hohenstein-Ernstthal–Oelsnitz bestand auch eine Anbindung ans Schienennetz. Am 1. Januar 1949 wurde die Glückauf-Brauerei in einen Volkseigenen Betrieb umgewandelt.
Nach der politischen Wende 1989/90 wurde die Glückauf-Brauerei von der Treuhandanstalt reprivatisiert.

## Sorten
- Biere:
  - Glückauf Pilsener
  - Glückauf Edel
  - Glückauf Bock
  - Glückauf Schwarzes
  - Karl May Premium Pils
  - Kräusenbier (naturtrübes ungefiltertes Kellerbier)
  - GB Prime
  - Glückauf Edelpils
  - Gersdorfer Ale
  - Gersdorfer Heller Bock
  - Das Deputat

- Biermischgetränke:
  - Glückauf Radler
  - Cheer (Bier mit Kirsche)

- Alkoholfreie Getränke
  - Fassbrause Himbeere
  - Glückauf Happy Kooks
  - Fassbrause Zitrone

- im Lohnbrauverfahren:
  - Lößnitz-Pils
  - Lößnitz Bockbier
  - MOLEkühl – Bier Pilsner Brauart

## Auszeichnungen
- DLG-Preise in Gold: 2008 (fünfmal); 2005 (viermal); 2004 (zweimal); 2002 (dreimal)
- European Beer Star in Bronze: 2004
- DLG-Preis in Silber: 2002 (einmal)

## Sonstiges
Die Brauerei ist Mitglied im Brauring, einer Kooperationsgesellschaft privater Brauereien aus Deutschland, Österreich und der Schweiz.